# Nik Raivio
Nik Raivio, né le 6 février 1986 à Anvers en Belgique, est un joueur américain de basket-ball.